# Tvillingtjärnarna (Alsens socken, Jämtland, 703849-139108)
Tvillingtjärnarna är en sjö i Krokoms kommun i Jämtland och ingår i Indalsälvens huvudavrinningsområde.